# Clan Murakami (Chugoku)
El clan Murakami (村上氏 Murakami-shi?) fue fundado por Murakami Sadakuni en el año 1160 de Japón occidental fueron bien conocidos como piratas del mar interior que generan ingresos mediante el cobro de peaje y diversas tasas en el envío. Ellos eran descendientes de Murakami Yoshihiro (m. 1374), y se componen de tres ramas, cada una con su propia base de operaciones. Alrededor del 1550, dos de estas ramas se aliaron al clan Mōri. Ellos proporcionan la mayor parte de la potencia naval de Mōri y por lo tanto fueron clave en el establecimiento de la dominación de Mōri en el mar interior, que duró desde alrededor de 1555 hasta 1576.

## Miembros del clan
- Murakami Nakamune
- Murakami Morikiyo
- Murakami Tamekuni
- Murakami Nobukuni
- Murakami Motokuni
- Murakami Sadakuni
- Murakami Yoshihiro (m. 1374)
- Murakami Morokiyo
- Murakami Yoshiaki
- Murakami Akitada
- Murakami Akinaga
- Murakami Yoshisuke
- Murakami Michiyasu (m. 1567)
- Murakami Michifusa
- Murakami Takakatsu
- Murakami Yoshimasa
- Murakami Yoshimasu
- Murakami Takashige
- Murakami Yoshimitsu
- Murakami Naoyoshi
- Murakami Michiyuki
- Murakami Kagetaka
- Murakami Sukeyasu
- Murakami Yoshisuke
- Murakami Takeyoshi
- Murakami Motoyoshi
- Murakami Yoshikiyo
- Murakami Yasuchika
- Murakami Yoshitada
- Murakami Motomitsu
- Murakami Yoshikuni
- Murakami Mototake
- Murakami Kagechika